# Grigoleti
Grigoleti (georgiska: გრიგოლეთი) är en ort i Georgien. Den ligger vid Svarta havets kust i regionen Gurien, i den västra delen av landet. Antalet invånare var 286 år 2014.